# 大月郵便局 (高知県)
大月郵便局（おおつきゆうびんきょく）は、高知県幡多郡大月町にある郵便局。民営化前の分類では集配特定郵便局であった。

## 概要
住所：〒788-0399 高知県幡多郡大月町弘見2254-2

## 沿革
- 1874年（明治7年）11月16日 - 弘見（ひろみ）郵便取扱所として開設[1]。
- 1875年（明治8年）1月1日 - 弘見郵便局（五等）となる。
- 1896年（明治29年）5月1日 - 為替・貯金取扱を開始。
- 1959年（昭和34年）8月1日 - 大月郵便局に改称[2]。
- 1974年（昭和49年）9月25日 - 電話交換および和文電報配達業務を土佐大月電報電話局に移管。
- 1990年（平成2年）2月26日 - 月灘郵便局および柏島郵便局から集配業務を移管。
- 2007年（平成19年）10月1日 - 民営化に伴い、併設された郵便事業土佐中村支店大月集配センターに一部業務を移管。
- 2012年（平成24年）10月1日 - 日本郵便株式会社発足に伴い、郵便事業土佐中村支店大月集配センターを大月郵便局に統合。

## 取扱内容
- 郵便、印紙、ゆうパック、内容証明
- 貯金、為替、振替、振込、国際送金、国債
- 生命保険、バイク自賠責保険
- ゆうちょ銀行ATM
- 幡多郡大月町内の集配業務

## 周辺
- 大月町役場
- 高知県立宿毛高等学校大月分校
- 大月町立大月小中学校
- 大月町立弘見小学校
- 大月町立図書館

## アクセス
- 高知西南交通 大月役場前停留所にて下車
- 国道321号沿い
- 駐車場あり：6台